# Красна Поляна (Чугуївський район)
Кра́сна Поля́на — село в Україні, у Зміївській міській громаді Чугуївського району Харківської області.
До 2020 орган місцевого самоврядування — Борівська сільська рада.
Населення становить 426 осіб.

## Географія
Село Красна Поляна лежить на правому березі річки Уда, вище за течією на відстані 1 км розташоване село Водяне, нижче за течією за 3 км — село Зауддя, на протилежному березі — села Шубін і Кирсанове . До села примикає великий лісовий масив (дуб). Поруч із селом багато садових ділянок.
Відстань до центру громади становить близько 15 км і проходить автошляхом Р78.

## Історія
Село засноване в 1647 році.
За даними на 1864 рік у казенному селі Замостянської волості Зміївського повіту, мешкало 187 осіб (93 чоловічої статі та 94 — жіночої), налічувалось 30 дворових господарств.
Село постраждало внаслідок геноциду українського народу, проведеного урядом СРСР в 1932—1933 роках, кількість встановлених жертв у Водяному, Красній Поляні і Костянтівці — 246 людей.
В 2010 році постановою Харківської обласної ради селище Красна Поляна стало селом.
12 червня 2020 року, відповідно до Розпорядження Кабінету Міністрів України  № 725-р «Про визначення адміністративних центрів та затвердження територій територіальних громад Харківської області», увійшло до складу Зміївської міської громади.
19 липня 2020 року, в результаті адміністративно-територіальної реформи та ліквідації Зміївського району, село увійшло до складу Чугуївського району Харківської області.
22 червня 2023 року рішенням №230 Національної комісії зі стандартів державної мови віднесено до списку населених пунктів, які «можуть не відповідати лексичним нормам української мови», зокрема стосуватися «російської імперської чи колоніальної політики». Громаді рекомендовано обґрунтувати доцільність збереження поточної назви або запропонувати нову назву в установленому законодавством порядку.

## Населення

### Мова
Розподіл населення за рідною мовою за даними перепису 2001 року:
| Мова       | Кількість | Відсоток |
| ---------- | --------- | -------- |
| російська  | 332       | 77.93%   |
| українська | 91        | 21.36%   |
| вірменська | 2         | 0.47%    |
| болгарська | 1         | 0.24%    |
| Усього     | 426       | 100%     |

## Економіка
- Молочно-товарна ферма.

## Об'єкти соціальної сфери
- Школа.

## Відомі люди
- Синякова-Урєчіна Марія Михайлівна (1890–1984) — художниця, народилася в селі Красна Поляна, творила в Москві в стилі російський авангард. В 1952 році Марію Синякову виключили зі Спілки художників за «плазування перед західним мистецтвом». Єдина персональна виставка М. М. Синякової-Урєчіної відбулася в 1969 році в київському відділенні Спілки письменників.
- Сіренко Сергій Васильович (1980—2017) — солдат Збройних сил України, учасник російсько-української війни.